# Акопян Акоп Гарнікович
Акоп Гарнікович Акопян (вірм. Հակոբ Հակոբյան, 1 серпня 1956, Єреван) — депутат вірменського парламенту і підприємець.

## Біографічні відомості
Народився 1 серпня 1956 року у Єревані.
- 1975 — закінчив Єреванський технікум харчової промисловості.
- 1984 — Єреванський політехнічний інститут імені К. Маркса. Теплоенергетик. Кандидат технічних наук.
- 1975—1977 — служив у радянській армії.
- 1974—1975, 1977—1983 — машиніст.
- 1983—1988 — старший майстер холодильно-компресорного цеху, начальник цеху, в 1988—1997 — головний інженер, у 1997—2000 — директор з технічних питань Єреванського пивного заводу.
- 2000—2003 — директор, у 2003—2007 — генеральний директор ЗАТ «Єреван пиво».
- 12 червня 2007 — обраний депутатом парламенту. Безпартійний.